# LandbrugsMedierne
LandbrugsMedierne P/S er et dansk mediehus, der sender 150 publikationer ud om året, herunder Landbrugsavisen og flere fagmagasiner. Mediehuset blev stiftet i år 1956, men gik dengang under navnet Landsbladet ligesom den ugentlige avis også hed. Landsbladet var i sin tid ejet af De Danske Landboforeninger. Den daværende chefredaktør Poul Toft-Nielsen udtalte, at mediehuset stræbte efter, at Landsbladet skulle udsendes hver lørdag hele året rundt. Dette er stadig aktuelt i dag, hvor Landbrugsavisen udsendes hver lørdag. Mediehuset LandbrugsMedierne er ejet af interesseorganisationen Landbrug & Fødevarer. Landbrugsmediernes omsætning var i 2019 57,8 mio. kr.
LandbrugsMedierne udsender og udarbejder desuden fagmagasinerne Mark, Gris, Kvæg, Kødkvæg, Frøavleren og TraktorTech om henholdsvis planteavl, griseproduktion, mælkeproduktion, kvægavl og landbrugsmaskiner. Alle fagmagasinerne udkommer 6-12 gange årligt.
LandbrugsMediernes hovedsæde er beliggende på Vester Farimagsgade i København. Der er omkring 50 i organisationen.

## Publikationer

### Aviser
- LandbrugsAvisen

### Fagmagasiner
- Fagmagasinet Kvæg
- Fagmagasinet Mark
- Fagmagasinet Kødkvæg
- Fagmagasinet Gris
- Medlemsmagasinet Frøavleren
- TraktorTech